# 科梅希夫卡 (顿涅茨克州)
48°10′49″N 37°28′08″E / 48.18028°N 37.46889°E
科梅希夫卡（烏克蘭語：Комишівка）是位於乌克兰東部的鎮，由顿涅茨克州波克羅夫斯克區的新赫罗迪夫卡市镇負責管轄。
該鎮於1971年成為市級鎮，2021年人口為365人。

## 人口統計
根據 2001年烏克蘭人口普查，鎮内人口数量為560人，而他們的母語分配如下：
- 乌克兰语：23.6%
- 俄语：75.4%
- 其他：1.0%